# Janette Hargin
Janette Helene Hargin (Stoccolma, 4 ottobre 1977) è un'ex sciatrice alpina svedese.
È sorella di Christine e Mattias, a loro volta sciatori alpini di alto livello.

## Biografia

### Stagioni 1995-2001
Sciatrice polivalente originaria di Huddinge, la Hargin debuttò in campo internazionale nello slalom gigante di Australian New Zealand Cup disputato a Cardrona il 16 agosto 1994, classificandosi 7ª. Sempre in slalom gigante esordì in Coppa Europa, il 19 gennaio 1996 a Krompachy Plejsy (19ª), e in Coppa del Mondo, il 24 ottobre 1998 a Sölden, senza qualificarsi per la seconda manche.
Il 5 dicembre 1998 colse a Špindlerův Mlýn il suo primo podio in Coppa Europa, 2ª in slalom speciale, e ottenne i primi punti in Coppa del Mondo il 19 novembre 1999, quando giunse 20ª nello slalom gigante di Copper Mountain. Il 2 febbraio 2001 a Pra Loup salì per l'ultima volta sul podio in Coppa Europa, classificandosi 2ª in supergigante.

### Stagioni 2002-2007
Ottenne il suo unico podio in Coppa del Mondo, un 2º posto, il 3 febbraio 2002 sulle nevi di casa di Åre in combinata. Nella stessa stagione partecipò ai suoi primi Giochi olimpici invernali: a Salt Lake City 2002 si classificò 25ª nella discesa libera, 27ª nel supergigante, 31ª nello slalom gigante e non completò la combinata. Esordì ai Campionati mondiali nella rassegna iridata di Sankt Moritz 2003, ottenendo il 21º posto nella discesa libera e il 12º nel supergigante; due anni dopo, ai Mondiali di Bormio/Santa Caterina Valfurva 2005, fu 19ª sia nella discesa libera sia nel supergigante e non completò la combinata.
Ai XX Giochi olimpici invernali di Torino 2006, sua ultima presenza olimpica, giunse 17ª nella discesa libera, 22ª nel supergigante e 12ª nella combinata. Disputò la sua ultima gara di Coppa del Mondo il 28 gennaio 2007 a San Sicario (49ª in supergigante); il mese dopo la supercombinata dei Mondiali di Åre, che chiuse al 16º posto, fu la sua ultima gara ai massimi livelli prima del ritiro, avvenuto in occasione di una gara FIS disputata a Sälen il 14 aprile dello stesso anno.

## Palmarès

### Coppa del Mondo
- Miglior piazzamento in classifica generale: 37ª nel 2002
- 1 podio:
  - 1 secondo posto

#### Coppa del Mondo - gare a squadre
- 1 podio:
  - 1 terzo posto

### Coppa Europa
- Miglior piazzamento in classifica generale: 21ª nel 1999
- 3 podi
  - 3 secondi posti

### Campionati svedesi
- 16 medaglie (dati parziali fino al 2004)[3][4]:
  - 6 ori (discesa libera, supergigante, combinata nel 1999; slalom gigante nel 2001; supergigante, combinata nel 2002)
  - 6 argenti (supergigante nel 1997; slalom speciale nel 1999; slalom gigante nel 2003; slalom gigante nel 2004; discesa libera nel 2005; discesa libera nel 2006)
  - 2 bronzi (slalom speciale nel 2000; slalom gigante nel 2003)